# Węgorzyno
Węgorzyno, tyska: Wangerin, är en småstad i nordvästra Polen, belägen i distriktet Powiat łobeski i Västpommerns vojvodskap. Tätorten har 2 905 invånare (2014) och är centralort i en stads- och landskommun med sammanlagt 7 184 invånare.

## Geografi
Staden ligger i sydvästra delen av sjöplatån Pojezierze Drawskie, på västra stranden av sjön Jezioro Węgorzyno (Węgorzynosjön) i det historiska landskapet Hinterpommern. Närmaste större orter är Stargard Szczeciński, 43 kilometer åt sydväst, och Drawsko Pomorskie, 20 kilometer österut.

## Historia
Staden var under större delen av sin historia känd under det tyska namnet Wangerin. Den grundades i hertigdömet Pommern av den pommerska adelssläkten Borcke, på platsen för en tidigare slavisk befästning. Henning Nicolaus von Borcke lät 1348 uppföra en borg som blev släktens säte, och omkring 1460 hade staden stadsrättigheter enligt lybsk stadsrätt. Staden hamnade 1569 i en konflikt med Borckefamiljen omkring stadsprivilegierna, som 1580 avgjordes till stadens fördel av den tysk-romerska Rikskammarrätten. 1593 gick stora delar av staden och många äldre handlingar förlorade i en stadsbrand. 
Efter trettioåriga krigets slut 1648 tillföll staden Kurfurstendömet Brandenburg, och blev därigenom även 1701 del av Preussen och 1871 del av Tyska kejsardömet. I samband med den stora preussiska förvaltningsreformen efter Napoleonkrigen blev staden 1818 del av Kreis Regenwalde i provinsen Pommern. 1877 anslöts staden till det preussiska järnvägsnätet. I och med järnvägsanslutningen utvecklades staden i slutet av 1800-talet från att dittills varit dominerad av jordbruk och hantverk som viktigaste näringar till att även i ökande grad livnära sig på handel och industri. Många företag grundades i orten vid denna tid och många tysk-judiska företagare slog sig ned i orten vid denna tid. Under slutet av 1800-talet och en andra gång under 1920-talet utvidgades staden. Omkring andra världskrigets utbrott 1939 hade staden 3 449 invånare.
Staden intogs av Röda armén 2 mars 1945, och delar av stadskärnan brann ned till följd av beskjutning från sovjetiskt pansar. Enligt Potsdamöverenskommelsen tillföll staden Polen och den tysktalande majoritetsbefolkningen fördrevs väster om Oder. Staden bytte därefter officiellt namn till den polska namnformen Węgorzyno och återbefolkades under decennierna efter kriget med polska och ukrainska flyktingar från områden öster om Curzonlinjen.

## Vänorter
- Uckerlands kommun, Landkreis Uckermark, Brandenburg, Tyskland